# Corrugatella
Corrugatella es un género de foraminífero bentónico de la familia Glabratellidae, de la superfamilia Glabratelloidea, del suborden Rotaliina y del orden Rotaliida. Su especie tipo es Corrugatella donosoi. Su rango cronoestratigráfico abarca desde el Eoceno superior hasta el Mioceno.

## Clasificación
Corrugatella incluye a la siguiente especie:
- Corrugatella donosoi †